# Caso Fernández Díaz
Se conoce con el nombre de Caso Fernández Díaz al conjunto de filtraciones hechas por el diario Público a finales de junio de 2016 entre el ministro español del Interior Jorge Fernández Díaz y el director de la Oficina Antifraude de Cataluña Daniel de Alfonso Laso, donde presuntamente se les escucha conspirar contra diversas personalidades políticas del independentismo catalán, con el objetivo de fabricar escándalos contra sus respectivos partidos y organizaciones.

## Contexto
El 21 de junio de 2016, en plena campaña electoral española, el diario Público hizo pública una conversación entre el ministro del Interior Fernández Díaz y De Alfonso Laso, el entonces director de la Oficina Antifraude de Cataluña, donde presuntamente conspiraban para fabricar escándalos contra Esquerra Republicana de Catalunya (ERC) y Convergencia Democrática de Cataluña (CDC) con el conocimiento del presidente del Gobierno Mariano Rajoy como parte de la conocida como «Operación Cataluña», provocando la petición de dimisión del ministro en funciones por parte, entre otros, de Pablo Iglesias Turrión (Podemos), Pedro Sánchez (Partido Socialista Obrero Español) y Albert Rivera (Ciudadanos), y el procedimiento para la destitución de De Alfonso por parte del Parlamento de Cataluña.
Los contactos se mantuvieron en 2014, poco antes de la celebración del proceso participativo sobre el futuro político de Cataluña de 2014, para intentar encontrar trapos sucios que inculpasen a los dirigentes de ERC y CDC. De las conversaciones se desprende que pretendían desprestigiar e implicar a los partidos políticos y entidades independentistas en casos de corrupción, aunque éstos no tuvieran fundamento. Los objetivos de las indagaciones eran el presidente de ERC, Oriol Junqueras, y los consejeros Felip Puig y Francesc Homs i Molist, según la información publicada por Público en la que también se pueden escuchar fragmentos de la conversación entre los dos dirigentes. A lo largo de la conversación se hace evidente que existe una conspiración en la que el director de la Oficina toma parte de manera interesada, como lo demuestran algunos trozos de la misma en los que se muestra partidario de encontrar algún trapo sucio a Esquerra («también sería bueno», indica De Alfonso) que sirva, al menos, para debilitar la confianza del presidente de la Generalidad en los republicanos. De Alfonso aconseja al ministro no «quemarse» publicando en prensa las presuntas irregularidades, «dámelo y ya lo sacaré yo, ya lo investigaré yo», la propone.

## Objetivos

### Oriol Junqueras
El director de la Oficina Antifraude explica al ministro: «estamos investigando cosas de Esquerra, pero son muy débiles», concretamente adjudicaciones a la empresa Cespa, donde trabaja el hermano del vicepresidente, Roger Junqueras, pero le ratifica que la información de que disponen es «inconsistente» aunque continuarán trabajando. De Alfonso confiesa que quiere «convencer» al jefe de seguridad del Grupo Planeta para que le ayude en unas investigaciones que, también, afectarían al padre de Junqueras.

### Felip Puig y Francesc Homs
El ministro del Interior pregunta a De Alfonso si tiene algún posible trapo sucio sobre Felip Puig, entonces consejero de Empresa y Empleo. El jefe de Antifraude le revelea que está investigando la contratación de las dos cuñadas del consejero por parte de la Generalidad, que estaban contratadas en una determinada categoría laboral y que, por medio de un decreto firmado por el consejero de Presidencia, Francesc Homs, se las ascendió a una categoría superior. De Alfonso avisa que, cogido por los pelos, se podría acusar a Homs de prevaricación pero teme que la fiscalía lo archive: «si yo esto lo envío a fiscalía y la fiscalía me lo archiva, a mí me tiran los perros». Entonces le pide que interceda sobre el fiscal general del Estado, Eduardo Torres-Dulce, y que si consigue su apoyo, él estaría dispuesto a denunciar a Homs. El ministro le insiste en que «ahí quedan fatal Felip Puig y Homs», pero el director de Antifraude le recuerda que Puig no ha intervenido en la contratación. Fernández Díaz responde que el caso «políticamente le hace mucho daño» a Homs y le pregunta si cree que éste sospecha de la investigación, tranquilizándole De Alfonso al revelarle que sólo conocen la investigación el director de investigación de Antifraude José Ángel Fuentes Gago y ellos dos.

### Josep Maria Vila d'Abadal
Sobre Josep Maria Vila d'Abadal, exalcalde de Vich y expresidente de la Asociación de Municipios por la Independencia, De Alfonso asegura: «le tenemos pillao, pillao, pillao (sic)» y se confiesa «a las órdenes» de Fernández Díaz. También afirma que «es un talibán absoluto» y asegura tener datos sobre gastos personales a cargo del Ayuntamiento.

### Xavier Trias
La trama incluyó conversaciones para acusar falsamente de lavado de dinero a Xavier Trias, a la sazón alcalde de Barcelona. En la misma, De Alfonso reconoce que no tiene «ninguna prueba, ninguna, ninguna» de la acusación, pero a la vez afirma que «podría estar implicado» y que no le extrañaría que «el propio alcalde haya tocado el dinero». Sin embargo, sólo once días después, el diario El Mundo publicaba abriendo portada: «Investigan una cuenta de 12,9 millones de Xavier Trias en Andorra». En la noticia, el director del periódico, Eduardo Inda —que ya había sido imputado por injurias a Artur Mas— apuntaba incluso el día de la transferencia. Trias se querelló contra el diario y terminó demostrando que era totalmente falso.

### Artur Mas
Se filtró también una conspiración para imponer un cambio en la dirección de CDC por una cúpula contraria al proceso soberanista de Cataluña. Según De Alfonso, el exconsejero de Justicia y miembro de la camarilla de Artur Mas en su periodo en la oposición, Germà Gordó, estaba «dispuesto» a participar en el plan. De Alfonso afirma sobre Gordó: «yo he tenido reuniones con él. A ver, evidentemente, ya lo dijo Alfonso Guerra, te mueves y te pegas la leche antes de que salgas. Él calladito, aunque alguno ya va sacando su nombre, él calladito. Pero él está encantado. Cuando él me oye contarle esto, no me dice no». Estos hechos fueron rotundamente negados por Gordó en un comunicado. También se quería hacer creer que el entonces presidente de la Generalidad tenía una hija secreta.

### Informe Pujol
En noviembre de 2012 El Mundo publicó un informe que incriminada a CDC cuando era dirigida por Jordi Pujol. Posteriormente se supo que el borrador era falso. Tanto Francisco Nicolás como Villarejo se reunieron por separado con uno de los hijos de Jordi Pujol para ofrecerle detener la investigación sobre su familia a cambio de información sobre ERC.

### Informe P.I.S.A.
El informe P.I.S.A. (iniciales de «Pablo Iglesias Sociedad Anónima»), sobre una presunta financiación irregular del partido Podemos, fue elaborado después de las Elecciones Generales de diciembre de 2015. El informe, encargado a la cúpula policial del comisario Eugenio Pino, se distribuyó a los 23 días de entrar el partido morado en el Congreso con 69 diputados. El exjefe de la Unidad Central de Apoyo Operativo (UCAO) de la Policía, Enrique García Castaño, declaró que lo elaboraró Andrés Gómez Gordo, exasesor de María Dolores de Cospedal, en la Dirección Adjunta Operativa (DAO) de la Policía.Dicho informe consistía en "recortes de periódicos impresos y capturas de pantalla de las portadas de diarios como El Confidencial, pero también de Canal 33 o el diario El País". El ex comisario José Manuel Villarejo afirmó en una Comisión de Investigación que "El informe PISA es algo tan impresentable y tan aberrante que cualquier niño de pecho podría haberlo elaborado". El documento, carente de sello de la unidad policial, número de identificación o firma de un funcionario, fue publicado en vísperas de la constitución del Congreso.
El informe no tuvo ningún recorrido judicial. Una querella basada en el documento de la UDEF, interpuesta por la organización Manos Limpias, fue archivada, y el informe desestimado y calificado de «mera remisión de informaciones no autentificadas».Sin embargo, el impacto mediático fue enorme, ya que los medios desgranaron el documento falso durante las negociaciones para la investidura del Gobiernbo de España.Ante la propuesta de un Gobierno de coalición, en enero de 2016, El Confidencial sostuvo que la supuesta financiación de 5 millones del gobierno iraní era idea de Venezuela, y que una parte de la cuantía sirvió para "sufragar la creación de Podemos [...] mediante triangulaciones con sociedades de Dubái, Bielorrusia y Malasia".ABC afirmó que "Pablo Iglesias estuvo a sueldo de Irán hasta las mismas elecciones generales del pasado 20 de diciembre". Por su parte, La Cadena Ser y El Mundo hablaban de paraísos fiscales y de un blanqueo de capitales denominado "pitufeo del crowdfunding".

## Consecuencias

### Impacto en la campaña electoral
La primera noticia sobre el caso se hizo pública el 21 de junio de 2016, en plena campaña electoral española, cinco días antes de las Elecciones generales de España de 2016. El Partido Popular (PP) denunció que la publicación de estas conversaciones, de carácter privado, se había hecho con intencionalidad política para influir en los resultados de la campaña. Público fue filtrando diariamente pedazos de la conversación entre De Alfonso y Fernández Díaz, incluso el mismo día de las elecciones. Sin embargo, el PP creció en número de votos y escaños tanto en Cataluña como en el resto del país.

### Destitución de De Alfonso
En cuanto se conoció el primer contenido de las conversaciones, se inició el procedimiento para la destitución de Daniel de Alfonso por parte del Parlamento de Cataluña, haciéndolo comparecer el 23 de junio, y todos los grupos a excepción del PP votaron a favor de su cese, a ratificar en el pleno de la semana siguiente. Antes de que la mayoría de fuerzas argumentasen la pérdida de confianza en el magistrado, De Alfonso se presentó como víctima en lugar de coprotagonista de una conspiración, aleccionando y desafiando a los diputados, afirmando que no había cometido ninguna actuación delictiva y que los hechos ilegales son la grabación y propagación de su reunión con el ministro.
Dos agentes de policía se personaron el 24 de junio en la redacción de Público para pedir las grabaciones filtradas de las conversaciones. Se tuvieron que ir con las manos vacías, porque la dirección del medio les indicó que si no les presentaban una orden judicial, no harían ninguna entrega.
De Alfonso fue cesado de su cargo el 29 de junio de 2016 por el Parlamento catalán.

### Comisiones de Investigación
En el Congreso de los Diputados se constituyó el 9 de marzo de 2017 la Comisión de investigación sobre la actuación del ministro Jorge Fernández Díaz, y el 21 de abril de 2017 en el Parlamento de Cataluña se constituyó la Comisión de investigación sobre la Operación Cataluña.

#### Congreso
En las conclusiones del dictamen de la Comisión de Investigación se concluyó que se creó una estructura policial bajo las del DAO Eugenio Pino y con el conocimiento y consentimiento del ministro Fernández Díaz, destinada a obstaculizar la investigación de los escándalos de corrupción que afectaban al Partido Popular y al seguimiento, la investigación y, en su caso, la persecución de adversarios políticos.
Un policía y el excomisario Eugenio Pino en su comparecencia afirmaron que había una situación de descontrol donde había policías adscritos a unidades para las que nunca trabajaban, “guerra sin cuartel” entre comisarios, informes falsos remitidos a jueces, o investigaciones apócrifas sobre políticos con recortes de prensa y datos falsos entre otras situaciones.

### Operación Cataluña
Las maniobras policiales reveladas por Villarejo, enfrentado a Marcelino Martín Blas, cuando declaró en el caso Nicolás en julio de 2016, buscando información comprometedora de políticos vinculados al proceso soberanista por orden de la Dirección de la Policía, fueron bautizadas como Operación Cataluña. Los medios de comunicación usaron ese término y desde partidos políticos catalanes se denunció la existencia de esta operación. Sin embargo, todos los comparecientes a la comisión del Congreso negaron la existencia de la llamada "Operación Cataluña", y solo aparece en el voto particular de ERC y PdCat, donde afirman su existencia.